# Tomás Herrera
Tomás Herrera Martínez (* 31. Dezember 1950 in Santiago de Cuba; † 18. Oktober 2020 in Havanna) war ein kubanischer Basketballspieler.

## Laufbahn
Herrera nahm mit der Kubanischen Nationalmannschaft an den Olympischen Spielen 1972, 1976 und 1980 teil. Bei den Spielen 1972 in München gewann er mit der Mannschaft die Bronzemedaille. Ebenfalls Bronze konnte er zuvor bei der Universiade 1970 in Turin gewinnen.
Auf kontinentaler Ebene war Herrera ebenfalls mit der Kubanischen Nationalmannschaft erfolgreich, so gewann er bei den Panamerikanischen Spielen 1971 Bronze und bei den Zentralamerika- und Karibikspielen zwei Gold- und zwei Silbermedaillen.